# Діти, що женуться за зорями
«Діти, що женуться за зорями» (яп. 星を追う子ども, Хоші о Оу Кодомо, англ. Children Who Chase Lost Voices) — повнометражний аніме-фільм Макото Сінкая. Ця робота стала для режисера найтривалішою за хронометражем серед усіх його фільмів. Hoshi o Ou Kodomo описується як «живий» анімаційний фільм з пригодами та романтикою, зосередженими навколо весело енергійної дівчини у її подорожі. Прем'єра відбулася 7 травня 2011 року.

## Сюжет
1973 рік. Асуна Ватасе — шестикласниця, що була змушена рано подорослішати через смерть свого батька. Живе вона переважно сама, оскільки її мама має нічні чергування в лікарні. Вона розумниця і гарно вчиться, але друзів у неї майже нема. Вечори вона проводить на схилі пагорба, слухаючи загадкову музику за допомогою радіоприймача з кристалічним детектором, який дістався їй у пам'ять про батька. Підчас цього її супроводжує Мімі, кішка з дивними рудими мітками на шкірі.
Одного дня, коли вона переходить річку по залізничному мості, на неї нападає велика страшна істота, але дівчину рятує загадковий хлопчик-підліток, який представляється Шуном. Асуна перев'язує своєю хусткою рану, яку він отримав при боротьбі з істотою, пізніше вони удвох слухають її приймач. Шун розповідає, що він з країни, яка називається Аґартою, і прийшов сюди, щоб дещо знайти. Потім він дає Асуні благословення, поцілувавши її в лоб. Збентежена, дівчина тікає, сказавши Шуну, що прийде завтра. Залишившись наодинці, Шун дивиться на зірки і стрибає з уступу, зустрівши свою смерть.
Наступного ранку Асуна чує від матері, що в річці знайдено невпізнаного мертвого хлопчика, з рукою, перев'язаною її хусткою. Проте Асуна відмовляється вірити, що це був Шун. У школі Морісакі-сенсей, новий вчитель на заміні, читає лекцію про книгу, яка привертає увагу Асуни, коли він згадує Аґарту, країну мертвих. Після школи вона відвідує Морісакі та розпитує його про цю країну. Вчитель пояснює, що давним-давно, коли людство ще було молодим, йому було необхідно керівництво та повчання кетцалькоатлів, хранителів мертвих. Але коли люди подорослішали і більше не мали в них потреби, кетцалькоатлі пішли в підземний світ разом із кількома племенами, що вирішили до них приєднатися.
Асуна йде до своєї схованки та бачить, що на пагорбі стоїть хлопчик, дуже схожій до Шуна. Але саме в цей момент на них обох нападає група озброєних людей, що називають себе Архангелами. Таємничий хлопець та Асуна ховаються на вході в печеру, але коли по ньому стріляють з гелікоптера, вони змушені заглибитись в неї далі. Там вони зустрічають кетцалькоатля, який втратив фізичні почуття, і тому не впізнає хлопчика та нападає на нього. Але той відмовляється його вбивати, віддає Асуні свій кристал-ключ і починає відбиватись від вартового. Але незабаром в цю бійку втручаються Архангели, які вбивають кетцалькоатля. Командир Архангелів захоплює Асуну та використовує кристал-ключ, щоб відкрити ворота до Аґарти. Вони вдвох проходять через ворота, але хлопчик встигає заскочити за ними. Виявляється, що командир це Морісакі-сенсей, а хлопчик — брат Шуна на ім'я Шін. Морісакі каже Шінові, що вин усього лише хоче повернути з мертвих свою дружину Лісу. Шін залишує їх.
Морісакі каже Асуні, що вона може йти назад, бо для виходу з Аґарти ключ непотрібен, але вона вирішує йти з ним. Через підводний вхід вони спускаються в підземне царство, де починають свою подорож до Воріт Життя і Смерті, які можуть повертати з мертвих душі людей. Разом з ними йде Мімі, яка потай залізла в наплічник Асуни.
Шін повертається в своє село, де йому кажуть, що він провалив своє завдання отримати назад кристал-ключ, бо Асуна несвідомо повернулася з його фрагментом. Йому загадують знайти Морісакі та Асуну, щоб не дати їм посіяти хаос в Аґарті.
Вночі Асуну викрадає плем'я потвор під назвою ідзоку. Вона прокидається в розбуреній вежі та зустрічає маленьку дівчинку на ім'я Мана. Вони намагаються втекти, але не можуть цього зробити. День хилится до вечора, починають з'являтись ідзоку, але вони можуть рухатись лише в тіні. Раптом з'являється Шін та рятує дівчат від ідзоку, але зазнає від потвор поранення. Морісакі знаходить Асуну та Ману вниз за течією, потім за допомогою Мімі вони знаходять Шіна. Той намагається відібрати фрагмент кристала в Асуни, але занадто слабкий для того, щоб вести бій, і Морісакі легко його перемагає. Асуна переконує Морісакі взяти Шіна з собою, а Мана веде їх до свого села, яке називається Аморот.
Коли вони туди прибувають, мешканці спочатку не бажають їм допомагати, а вартові проганяють їх. Але старійшина дозволяє їм залишитися на одну ніч за те, що вони врятували його онучку. Проте вони не можуть залишитись довше, бо через минулі події жителі вважають, що люди з «верхнього світу» завжди приносять Аґарті біди та нещастя. Асуна приходить до Шіна, щоб перевірити, як він себе відчуває, але він кричить їй залишити його в спокої.
Наступного ранку Асуна та Морісакі відпливають з Амороту на човні, але Мімі більше не хоче їх супроводжувати. Шін прокидається і бачить, що Мімі померла. Разом зі старійшиною та Маною вони віддають її тіло кетцалькоатлеві. Коли Шін бачить, що вартові поскакали вбити Асуну та Морісакі, він вирішує слідкувати за ними, аби захистити дівчину. Через два дні Асуна та Морісакі добираються до величезної скелястої прірви з прямовисними стінами, але там їх наздоганяють вартові, проте Шін їх затримує. Морісакі починає спускатись на дно прірви, але Асуна налякана і не може за ним послідкувати. Тоді він залишає їй свій пістолет, взявши замість нього уламок кристала-ключа і наказавши їй повертатись до води, де ідзоку не зможуть до неї дістатися.
Тим часом вартові майже забивають Шіна. Але раптом вони відчувають, що кристал-ключ досяг Воріт Життя і Смерті. Вони залишають Шіна, щоб він довіку безцільно блукав через зраду свого світу.
Асуна, дотримуючися вказівки Морісакі рятуватись від ідзоку у воді, безцільно ходить і запитує себе, навіщо вона прийшла до Аґарти, і нарешті визнає, що зробила це через почуття самоти. Коли вода висихає, на неї нападають ідзоку, але її знову рятує Шін. Вони повертаються до прірви, побачивши, що в неї спускається Ковчег Життя. На краю вони зустрічають кетцалькоатля, який прийшов туди помирати. Він співає свою пісню, щоб передати у світ свої спогади. Асуна розуміє, що останньою піснею, яку вона почула у своєму світі, була пісня Шуна перед смертю. Кетцалькоатль пропонує віднести молодих людей на дно прірви.
На дні вони знаходять Ворота Життя і Смерті та заходять у них. Вони бачать Ковчег Життя, який перетворився на багатоокого бога. Морісакі вже загадав у нього бажання про повернення своєї дружини, але для цього її душі потрібне людське тіло. Асуна та Шін знаходять Морісакі, який каже Асуні, що їй не варто було приходити. Душа Ліси вселяється в тіло Асуни. Але цієї жертви недостатньо, тому Морісакі також віддає своє око. Бажаючи повернути Асуну, Шін розбиває кристал-ключ, долаючи спротив Морісакі, який приставляє ножа до його горла. Душа дівчини, після короткої зустрічі з Мімі та Шуном повертається до свого тіла. Ліса, перш ніж покинути тіло Асуни, просить Морісакі знайти щастя без неї. Асуна приймає свій колишній вид, а спустошений Морісакі просить Шіна вбити його. Шін називає тягар смерті любимої людини прокляттям людства і закликає Морісакі жити далі. Асуна прямує назад до поверхні, прощаючися з Шуном і Морісакі, бо вони віришують залишитися в Аґарті. У заключній сцені старіша Асуна стоїть біля вікна, дивлячись на пагорб, на якому вона колись зустріла Шуна та Шіна. Вона прощається з матір'ю та поспішає на шкільний випускний.

## Персонажі

### Головні

Головна героїня — Асуна

Головний герой — Шун

Головний герой — Шін

Асуна Ватасе (яп. 渡瀬 明日菜 (アスナ))
Сейю — Канемото Хісако

Дівчинка приблизно 11 або 12 років, яка була змушена швидко подорослішати у зв'язку з втратою батька. Вона проводить свій вільний час у своєму спеціальному місці. Де вона слухає дивну музику з допомогою дивного кристалу, що залишився їй від батька.

Головний герой — Морісакі

Рюджі Морісакі (яп. 森崎 竜司)
Сейю — Кадзухіко Іное

Тимчасово заміняє вчительку Асуни, він багато чого знає про багато міфічних міст, в тому числі й про Аґарту. Він хоче повернути до життя свою мертву дружину із допомогою Воріт Життя та Смерті. Морісакі для Асуни неначе батько.
Шун (яп. シュン)
Сейю — Мію Іріно

Таємничий хлопчик із земель Аґарти, який врятував Асуну від нападу велетенського ведмедя. Він подобається Асуні.
Шін (яп. シン)
Сейю — Мію Іріно

Молодший брат Шуна. Був відправлений на зовні, щоб забрати кристал «Клавіс» у Асуни та Морісакі.

### Другорядні

Старійшина

Мати Асуни (яп. 明日菜の母)
Сейю — Фуміко Орікаса

Медсестра, яка працює в лікарні.
Батько Асуни (яп. 明日菜の父)
Сейю — Цуйоші Маеда

Очевидно, він — аґартянин. Помер, коли Асуна була ще маленькою, залишивши після себе дивний кристал — «клавіс».
Ікеда сенсея (яп. 池田先生)
Сейю — Мідзуно Ріса

Викладач, яка пішла у декретну відпустку у зв'язку з вагітністю та пологами.

Дружина Рюджі Морісакі — Ліса

Ліса Морісакі (яп. 森崎 リサ)
Сейю — Шімамото Сумі

Дружина Морісакі. Оскільки у неї було слабке тіло, вона часто хворіла і померла від хвороби.
Старійниша (яп. アモロートの老人)
Сейю — Таміо Оокі

Дід мани. Володіє знаннями які потрібні для того, щоб воскресити людину в Аґарті.
Мана (яп. マナ)
Сейю — Хідака Ріна

Дівчинка, що живе в Аґарті, інші люди її недолюблюють через те, що вона «напівкровка». Її батько був з поверхні а мати з Аґарти. Після смерті матері вона перестала говорити.
Капітан (яп. 僧兵隊長)
Сейю — Кенджі Хамада

Капітан монахів-солдат, прагне зберегти життя в Аґрті будь-якою ціною.
Старший (яп. 長老)
Сейю — Кейко Кацукура

Один із жерців Ханнану.
Ядзакі Ю. (яп. 矢崎ユウ)
Сейю — Юна Інамура

Подруга Асуни.

## Термінологія та організації

Кетцалькоатль, який схожий на тварину

Кетцалькоатль, що схожий на людину, та Асуна

Аґарта та аґартяни

Підземний світ. Куди спустились колись розвинені цивілізації вслід за Кецалькоатлями. Саме тому, до них століттями приходили люди з поверхні та грабували їх. А коли знаходили те що шукали, спалювали поселення. Все це привело до поступового занепаду Аґарти, тому жителі Аґарти вирішили запечатати вхід у свій світ за допомогою кристалу — «Клавіса». Але деякі з аґартян не могли втриматися перед спокусою побачити зовнішній світ, і вибиралися на зовні.
Кецалькоатлі

Це стародавні істоти, які виступають у вигляді богів, що охороняють вхід у підземний світ Аґарту. Деякі з них мають вигляд тварин, а деякі нагадують людей. Перед тим як померти, Кетцалькоатлі співають. Вони співають пісню, що містить їхні спогади. Співаючи вони розчиняються у повірті тим самим проникаючи у все навколо, таким чином їхні спогади назавжди залишаються у цьому світі.
Ідзоку (яп. 夷族)
夷 означає народ, що населяв Північні території, в даному випадку має принизливе звучання. А 族 дзоку — це «клан», «плем'я». В даному аніме вони виступають у ролі «чистильщиків», що викрадають а потім пожирають «напівкровок». Ідзоку виходять лише вночі, вони бояться сонячного проміння та води.

Ідзоку

Архалгели

Велика та сильна організація, яка займається пошуком входу у світ Аґарти.
Напівкровки

Це діти, у яких одним з батьків з людина з поверхні. Через це, їх призирають та недолюблюють. Тому що для аґартян, люди з поверхні несуть лише біль та страждання.

## Історія створення
Після закінчення роботи над «П'ятьма сантиметрами за секунду» Шінкай заявив, що більшість його попередніх робіт розповідали про людей, змушених розлучитися з тими, хто дорогий їм, і він захотів розвинути цю тему далі й створити роботу про те, як подолати цю втрату.
У листопаді 2010 року стали відомі назва, деякі деталі сюжету та дата виходу фільму, крім того був випущений трейлер. Дизайнером персонажів є Такайо Нішімура, а автором музики — Тенмон.

## Нагороди
Разом з ще чотирма картинами в жовтні 2011 року фільм був номінований на премію Asia Pacific Screen Awards в категорії «найкращий анімаційний фільм».

## Саундтреки до фільму
| #   | Назва                               | Тривалість |
| --- | ----------------------------------- | ---------- |
| 1.  | «オープニング»                      | 2:00       |
| 2.  | «ミミのいたずら»                    | 1:39       |
| 3.  | «ケツァルトルとの遭遇»              | 2:21       |
| 4.  | «夜の岩場»                          | 1:02       |
| 5.  | «学校をサボって»                    | 1:29       |
| 6.  | «シュンとの時間»                    | 1:56       |
| 7.  | «祝福»                              | 2:36       |
| 8.  | «回想»                              | 1:21       |
| 9.  | «イザナギとイザナミ»                | 0:32       |
| 10. | «モリサキの部屋»                    | 1:20       |
| 11. | «岩場の光、駆けだす»                | 0:26       |
| 12. | «アルカンジェリ»                    | 1:44       |
| 13. | «モリサキの正体»                    | 3:57       |
| 14. | «狭間の海»                          | 2:40       |
| 15. | «アスナの决意»                      | 1:14       |
| 16. | «アガルタ»                          | 2:48       |
| 17. | «カナンの老婆»                      | 1:17       |
| 18. | «シンとセリ»                        | 1:06       |
| 19. | «モリサキの回想»                    | 1:11       |
| 20. | «夢»                                | 1:02       |
| 21. | «夷族の塔»                          | 3:31       |
| 22. | «引き離される二人»                  | 0:37       |
| 23. | «河原にて»                          | 1:35       |
| 24. | «到着»                              | 0:25       |
| 25. | «アモロートの老人»                  | 1:31       |
| 26. | «アガルタの歴史»                    | 0:44       |
| 27. | «夕げの席で»                        | 1:37       |
| 28. | «ミミとの别れ»                      | 2:24       |
| 29. | «命の転生»                          | 1:37       |
| 30. | «シン、僧兵隊を追う»                | 0:42       |
| 31. | «僧兵隊との戦い»                    | 1:37       |
| 32. | «フィニス・テラ»                    | 1:27       |
| 33. | «モリサキとの别れ»                  | 2:34       |
| 34. | «逃げるアスナ»                      | 3:39       |
| 35. | «夜明け»                            | 1:57       |
| 36. | «落下»                              | 0:41       |
| 37. | «願い»                              | 5:47       |
| 38. | «Hello Goodbye & Hello (For Movie)» | 5:00       |
| 39. | «特報1 (Tokuhou-1)»                 | 0:37       |
| 40. | «特報2 (Tokuhou-2)»                 | 0:37       |
| 41. | «廃村にて»                          | 1:13       |
| 42. | «シンの苛立ち»                      | 0:22       |
| 43. | «Hello Goodbye & Hello»             |            |